# Singapur Open 1966
Die Singapur Open 1966 im Badminton fanden vom 8. bis zum 10. Oktober 1966 in Singapur statt.

## Finalergebnisse
| Disziplin    | Sieger                    | Finalist                     | Ergebnis          |
| ------------ | ------------------------- | ---------------------------- | ----------------- |
| Herreneinzel | Yew Cheng Hoe             | Tjia Kian Sien               | 15:7, 15:1        |
| Dameneinzel  | Nurhaena                  | Tan Tjoen Ing                | 12:11, 11:4       |
| Herrendoppel | Yew Cheng Hoe Eddy Choong | Tan Yee Khan Khor Cheng Chye | 15:13, 8:15, 15:2 |
| Damendoppel  | Nurhaena Tan Tjoen Ing    | Lim Choo Eng Aishah Attan    | 15:6, 15:7        |
| Mixed        | Billy Ng Sylvia Ng        | Eddy Choong Lim Choo Eng     | 17:15, Aufgabe    |